# Dejstvuj, Manja!
Dejstvuj, Manja! (russisk: Действуй, Маня!) er en sovjetisk spillefilm fra 1991 af Roman Jersjov.

## Medvirkende
- Julija Mensjova — Manja
- Sergej Bekhterev — Kostja
- Jevgenij Vesnik — Jevgenij Danilovitj
- Georgij Millyar — Ivan Akimovitj
- Anatolij Rudakov